# Zombori Mátyás
Zombori Mátyás (Kecskemét, 1958. március 23. –) magyar üzemmérnök, politikus, országgyűlési képviselő.

## Életpályája

### Iskolái
Általános és középiskolai tanulmányait szülővárosában végezte el. 1976-ban érettségizett a Katona József Gimnáziumban. 1976–1981 között a Budapesti Műszaki és Gazdaságtudományi Egyetem Közlekedésmérnöki Karának hajózási főiskolai szakán tanult; üzemmérnöki diplomát szerzett.

### Pályafutása
1981–1983 között katonaiszolgálatot teljesített a folyamőrségnél. 1983–1986 között a MAHART-nál matróz, tisztjelölt és fedélzeti tengerésztiszt volt. Az 1980-as évek második felétől olvasta és terjesztette a szamizdat irodalmat. 1986–1990 között a Bács-Kiskun Megyei Lapkiadó Vállalat hírdetési előadója volt. 2003-tól a Bácsvíz Rt. felügyelő-bizottságának elnöke volt.

### Politikai pályafutása
1988-tól a Szabad Kezdeményezések Hálózata alapító tagja; részt vett a Magyar Demokrata Fórum megszervezésében. 1989–1990 között az SZDSZ országos tanácsának tagja; a kecskeméti szervezet ügyvivője, majd elnöke volt. 1990–1994 között országgyűlési képviselő volt. 1990–1994 között a Külügyi bizottság tagja volt. 2003-ban a Bács-Kiskun Megyei Területi Választási Bizottság tagja volt (SZDSZ). 2004–2008 között az SZDSZ kecskeméti szervezetének vezetője volt. 2006-tól kecskeméti önkormányzati képviselő. 

## Családja
Szülei Zombori Mátyás és Gömöri Margit voltak. 1987-ben házasságot kötött Pelsőczi Andreával.